# 蛇首番
蛇首番，又稱蛇首族、蛇人、雞籠蛇首，是台灣傳說中居住於基隆地區附近的妖人族，不僅兇殘、還會吃人。

## 外表與能力
蛇首族有著蛇頭人身，會像蛇那樣吐信，背上還有翅膀能夠飛行，喜歡吃人，但是討厭雄黃。

## 傳說
傳說在清朝年間，曾有要前往日本的艦隊在雞籠山附近修整，將領萬正色派出四名士兵查看附近環境，士兵卻遇上蛇首族，一人被吃，其他三人藉由雄黃驅散蛇首族後成功逃離。

## 現代研究
因為傳說中的將領萬正色曾打敗鄭氏軍隊，且其記載內容說蛇首族是「當地住民」，因此蛇首族很有可能是清代對台灣原住民的妖魔化形象，而該傳說是改編自1722年（康熙61年）5月的船難，當時漳州把總朱文炳帶著士兵出海前往鹿耳門，但因風浪飄到了蛤仔難，被當地原住民以為是侵略者而發生衝突，後來藉由交易平息紛爭，並且在當地原住民的款待與幫助下搭乘獨木舟沿著雞籠山、金包裏離開。